# Matteo Orfini
Matteo Orfini (n. 30 august 1974, Roma, Italia) este un politician italian.